# Consort (monarchie)
Pour les articles homonymes, voir Consort (homonymie).

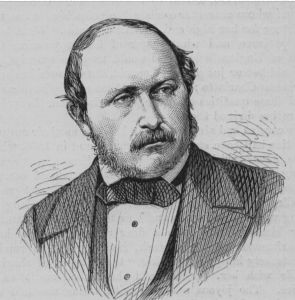
Albert, prince consort du Royaume-Uni.

Le qualificatif de consort est donné à l'époux ou l'épouse du souverain et chef d'État dans les monarchies. On parle de roi consort, reine consort, prince consort ou encore princesse consort. 

## Étymologie
L'adjectif "consort" était, en ancien français, un terme juridique qui qualifiait chacun des deux membres d'une communauté de biens ou de sort entre deux personnes, par exemple deux époux. Ce mot dérive du latin consors , consortis "communs en biens" . Ce sens s'est conservé comme terme de procédure pour désigner plusieurs personnes qui ont les mêmes intérêts dans une action en justice, soit comme demandeurs, soit comme défendeurs.
Le Centre national de ressources lexicales dit que ce mot désigne l'époux non couronné d'un souverain britannique et se réfère à la définition du Nouveau Larousse illustré (ca. 1898), tome III qui en fait un terme anglais de droit constitutionnel :

« Consort (mot anglais) : En droit constitutionnel anglais, ce mot s'applique au mari ou à la femme d'un souverain régnant, considéré non au point de vue de sa capacité privée, mais bien de sa capacité politique et de sa participation très limitée aux prérogatives royales. - Encycl. La reine consort (queen consort) est ainsi désignée pour la distinguer de la reine régnante (queen regnant) qui tient sa couronne de ses droits personnels comme la reine Élisabeth Ire et la reine Victoria. Au point de vue de ses biens, cette reine consort est considérée comme une feme sole, c'est-à-dire une célibataire indépendante de son mari. Ses revenus sont personnels ainsi que les privilèges qui lui sont attribués. Le consort, notamment le mari d'une reine régnante, est le sujet de son conjoint ; il peut être accusé de haute trahison. Le mari de la reine Victoria ne possédait aucun titre anglais et n'occupait à la cour d'autre rang que celui qu'on lui laissait par courtoisie. En 1857, le titre de prince-consort lui fut octroyé par lettres patentes. »

Le terme apparaît en Angleterre sous le règne d'Élisabeth Ire, de 1558 à 1603, pour désigner l'époux non couronné du souverain anglais afin de lever l'ambiguïté entre une reine épouse du roi, et une reine en titre qui exerce réellement la fonction de souveraine.

## Reine consort
Une reine consort (ou impératrice consort dans le cas d'un empereur) est l'épouse d'un roi régnant. Elle partage généralement le rang et le statut social de son mari. Historiquement, une reine consort ne détient pas les pouvoirs politiques et militaires du roi. Par opposition, une « reine régnante » est une reine à part entière, dotée de tous les pouvoirs d'un monarque et qui le plus souvent est devenue reine en héritant du trône à la mort du précédent monarque.

## Princesse consort
Certains pays n'octroient pas le titre de reine à l'épouse du roi. C'est le cas du Maroc, où la femme du monarque porte le titre de princesse, avec prédicat d'altesse royale.
En outre, lorsque le roi Charles III du Royaume-Uni (alors prince de Galles) a épousé Camilla Shand en 2005, son cabinet avait indiqué que Camilla ne recevrait pas le titre de reine lors de son avènement, mais celui de « princesse consort ». Charles, cependant, désirait depuis longtemps qu'elle porte le titre de reine et qu'elle soit couronnée à ses côtés. Avec la popularité croissante de Camilla, Élisabeth II a souhaité que Camilla soit couronnée reine lors de l'avènement de Charles.

## Roi consort
- François d'Assise de Bourbon, époux de la reine Isabelle II d'Espagne, unique roi consort européen ainsi officiellement titré.

## Prince consort

### Titre officiel
Certains pays ayant une reine comme chef d'État n'accordent pas le titre de roi à l'époux de cette dernière, et lui préfèrent le titre de « prince consort ». Deux fois seulement ce titre a été accordé officiellement par le souverain en titre : 
- en 1857 par lettres patentes de la reine Victoria du Royaume-Uni à son mari prince Albert, afin de résoudre le problème protocolaire résultant du fait qu'il ne possédait aucun titre reconnu au Royaume-Uni ;
- en 2005 par la reine Margrethe II de Danemark au prince Henri.

### Qualificatif officieux
- Le prince Philip, né prince de Grèce et de Danemark, époux de la reine Élisabeth II du Royaume-Uni, était couramment désigné dans la presse comme le « prince consort », mais n'a jamais reçu ce titre de façon officielle. Les documents officiels lui accordent comme titres ceux de :
  - Baron Greenwich (en), comte de Merioneth (en) et duc d'Édimbourg (lettres patentes du 19 novembre 1947) ;
  - Prince du Royaume-Uni de Grande-Bretagne et d'Irlande du Nord (lettres patentes du 22 février 1957).
- Les princes Bernhard et Claus, époux des reines Juliana et Beatrix des Pays-Bas respectivement, n'ont jamais reçu le titre de prince consort officiellement.

## Situation actuelle
Actuellement, toutes les épouses des souverains d'Europe portent le titre de leur mari : reine le plus souvent, princesse à Monaco et au Liechtenstein et grande-duchesse au Luxembourg.